# Le canzoni di Sergio Endrigo
Le canzoni di Sergio Endrigo è una raccolta di Sergio Endrigo pubblicata nel 1976 dalla RCA Italiana.

## Tracce

### Lato A
1. Se le cose stanno così  (Alessandro Fersen, Luis Enríquez Bacalov)  - 2:40
2. Basta così  (Sergio Endrigo, Luis Enríquez Bacalov)  - 3:11
3. I tuoi vent'anni  (Sergio Endrigo, firmato Calibi, Toang)  - 2:26
4. Era d'estate  (Sergio Endrigo, Sergio Bardotti)  - 2:54
5. Annamaria  (Sergio Endrigo)  - 3:05
6. La periferia  (Sergio Endrigo) -  - 2:26

### Lato B
1. Aria di neve  (Sergio Endrigo)  - 2:42
2. Vecchia balera  (Sergio Endrigo)  - 3:05
3. La brava gente  (Sergio Endrigo), firmato Calibi, Toang)  - 2:36
4. Io che amo solo te  (Sergio Endrigo)  - 3:44
5. Via Broletto 34  (Sergio Endrigo)  - 2:08
6. Viva Maddalena  (Sergio Endrigo)  - 2:36

## Formazione
- Sergio Endrigo - voce
- Luis Enríquez Bacalov - direzione d'orchestra
- Franco Potenza - direttore del coro in Aria di neve
- I 4 + 4 di Nora Orlandi - coro in Annamaria

## Pubblicazioni
- LP, 1976 - RCA, LineaTre TNL1-1146
- Stereo 8, 1976 - RCA, TNS1-1146
- MC, 1976 - RCA, TNK1-1146